# 相川司
相川 司（あいかわ つかさ、1951年1月1日 - ）は日本の評論家。

## 来歴
東京都出身、早稲田大学政治経済学部卒業。日本推理作家協会会員。主に歴史やミステリについての評論を行なう。斯波司名義でも執筆活動を行っている。
早稲田大学在学中はワセダミステリクラブに所属し、瀬戸川猛資、北村薫、折原一らと交流。後輩である折原一に、岡嶋二人と同じ創作方法で作家を目指すことをもちかけた（折原一によれば、もう一人のクラブ員も含め「岡嶋三人」を結成して江戸川乱歩賞を目指そうという話であった）。実現はしなかったが、折原一はこれをきっかけに作家になりたいと思うようになったという。

## 著書等
単著
- 『掛けていい保険、いけない保険』新紀元社、2003年
- 『新選組 知られざる隊士の真影』新紀元社、2003年
- 『真田一族 家康が恐れた最強軍団』新紀元社、2005年
- 『上杉謙信 信長も畏怖した戦国最強の義将』新紀元社、2007年
- 『伊達政宗 野望に彩られた独龍眼の生涯』新紀元社、2007年
- 『土方歳三 新選組を組織した男』扶桑社、2008年
- 『直江兼続 家康を挑発した智謀の将』新紀元社、2008年
- 『龍馬を殺したのは誰か 幕末最大の謎を解く』河出文庫、2009年
- 『戦国・北条一族 関東制覇の栄光と挫折』新紀元社、2009年
- 『石田三成 家康を驚愕させた西軍の組織者』新紀元社、2010年
- 『大坂の陣 豊臣氏を滅ぼしたのは誰か』河出文庫、2010年
- 『新選組隊士録』新紀元社、2011年
- 『斎藤一 新選組最強の剣客』中公文庫、2014年
- 『沖田総司 新選組孤高の剣士』中公文庫、2015年
- 『真田信繁 戦国乱世の終焉』中公文庫、2015年
- 『井伊一族 直虎・直政・直弼』中公文庫、2016年
- 『西郷隆盛　維新の功臣　明治の逆賊』中公文庫、2017年

共著
- 『新選組実録』（菊地明共著、ちくま新書）1996年
- 『やくざ映画とその時代』 (斯波司名義）、青山栄共著、ちくま新書 1998年
- 『J'sミステリーズKING&QUEEN』青山栄共編、荒地出版社、2002年
- 『J'sミステリーズKING&QUEEN 海外編』青山栄共編、荒地出版社、2003年
- 『柳生一族 将軍家指南役の野望』伊藤昭共著  新紀元社、2004年
- 『戦国武将事典 乱世を生きた830人』吉田龍司、川口素生、清水昇共著 新紀元社、2008年
- 『知られざる名将 真田信之』（監修） 大和書房〈だいわ文庫〉、2015年

インタビュアー、司会
- 「特別対談 北村薫VS折原一 私のミステリ巡礼記」 - 『J'sミステリーズKING&QUEEN』荒地出版社、2002年
- 「先輩後輩対談 北村薫×折原一 わが青春の東西ミステリー」 - 『東西ミステリーベスト100』文藝春秋、2013年
- 「北村薫 作品解説付きスペシャルロングインタビュー まっすぐいきたい ～これまでと、これからと～」 - 『北村薫と日常の謎』（宝島社文庫）宝島社、2013年[6]